# Analytische Körperpsychotherapie
Analytische Körperpsychotherapie ist eine Spezialform psychoanalytischer Psychotherapie, die mit einem offenen Setting arbeitet, sodass Handlungsdialoge, wie beispielsweise der Austausch körperlicher emotionaler Signale, konkret erprobt und bearbeitet werden können. Während im Rahmen der traditionellen Psychoanalyse unter Handlungsdialog lediglich unbewusst-vermittelte Beziehungsbotschaften verstanden werden, so bedient sich analytische Körperpsychotherapie sowohl unbewusst ablaufender Handlungsdialoge (Enactments) als auch bewusst eingesetzter Handlungsproben.

## Die Entwicklung analytischer Körperpsychotherapie
Analytische Körperpsychotherapie ist eine psychotherapeutische Methode, die sich innerhalb der letzten 15 Jahre auf der Grundlage psychoanalytischen Wissens und unter Einbeziehung moderner entwicklungspsychologischer Theorien innerhalb der Psychoanalyse entwickelt hat. Als wichtigster Vorreiter gilt Sándor Ferenczi, der in seiner Bedeutung seit dem wachsenden Einfluss der zeitgenössischen Säuglingsforschung seitens der Psychoanalyse wiederentdeckt wurde, da sich seine in den 1920er- und 1930er-Jahren postulierten anthropologischen Vorstellungen nun bestätigen: Der Mensch ist von Beginn seines Lebens an in fundamentaler Weise bezogen auf seine menschliche Umwelt.
Am Beginn der Entwicklung steht nicht ein hypothetisch angenommener Trieb, sondern ein Feld, das mehrere Individuen umfasst. Das Baby ist ein zutiefst relationales Wesen, und eine positive Bindung ist die entscheidende Grundlage für eine gesunde psychische Struktur. Da die Bindung als entscheidender Faktor des Überlebens und der psychischen Entwicklung so wichtig ist, wurde das Baby in der Jahrmillionen dauernden Evolution des Menschen mit der elementaren Fähigkeit ausgestattet, auf dem Wege körperlicher Signalgebungen die Bindung an die Pflegepersonen von sich aus aktiv mitzugestalten. Das Baby ist im sozialen Bereich ein kompetenter Säugling (Martin Dornes). 
Die intersubjektiv-relationale Sichtweise des Menschen mit der Betonung der Bedeutsamkeit körperlicher Interaktion beeinflusste die Entwicklung analytischer Körperpsychotherapie als eigenständige psychotherapeutische Methode entscheidend, indem – im Kontrast zur psychoanalytischen Standardmethode – das therapeutische Setting im Hinblick auf die Möglichkeit zur körperlichen Interaktion erweitert wurde. Zusätzlich zum Sprechen können dadurch im Handlungsdialog entwicklungsgeschichtlich bedeutsame Modellszenen reaktiviert und nacherlebt werden: Der Körper erinnert sich.
In bestimmten entwicklungspsychologischen Vorstellungen stand auch Wilhelm Reich einem relationalen Säuglingsbild nahe, jedoch führten ihn seine praxeologischen Schlussfolgerungen immer weiter weg von einem Verständnis des therapeutischen Geschehens als Beziehungsgeschehen. Reich war Vertreter einer Ein-Personen-Psychologie (das Seelenleben des Patienten steht im Vordergrund), Ferenczi begründete eine Zwei-Personen-Psychologie (seelische Austauschvorgänge zwischen Patient und Therapeut stehen im Vordergrund). Diese beiden unterschiedlichen Schwerpunktsetzungen erzeugten in der Folge ein Spannungsfeld innerhalb der psychotherapeutischen Methodenentwicklung, sowohl innerhalb der Psychoanalyse als auch innerhalb der sich in den 1970er- und 1980er-Jahren etablierenden Methode Bioenergetische Analyse nach Alexander Lowen, einem Schüler von Reich.
Etwa zeitgleich mit der Orientierung hin zu Ferenczi innerhalb bestimmter Teile der Psychoanalyse wandten sich einzelne Körperpsychotherapeuten, die mit den von Reich und Lowen entwickelten theoretischen Instrumenten im Verstehen dessen, was im therapeutischen Prozess vor sich geht, an Grenzen stießen, vermehrt dem Beziehungsgeschehen zu und versuchten dieses theoretisch neu zu fassen. Es fand Ende der 1980er- bis Anfang der 1990er-Jahre ein Zusammenprall zwischen zwei unterschiedlichen Lagern statt: zwischen Körperpsychotherapeuten auf der einen und Psychoanalytikern auf der anderen Seite. Doch dies sollte sich künftig als fruchtbar erweisen, denn die Folge war, dass seither in Deutschland und in Österreich oftmals Tagungen organisiert wurden, auf denen sich sowohl für psychoanalytische Konzepte offene Körperpsychotherapeuten und als auch für das körperliche Geschehen offene Psychoanalytiker trafen, um ihre Ideen austauschen und zu diskutieren.
Veranstalter des Wiener Symposiums Psychoanalyse und Körper ist Peter Geißler, der ebenso Herausgeber der gleichnamigen Zeitschrift ist, die seit 2002 zweimal pro Jahr erscheint. 2007 gaben Günter Heisterkamp und Peter Geißler ein erstes Lehrbuch zur analytischen Körperpsychotherapie mit dem Titel Psychoanalyse der Lebensbewegungen heraus.

## Theoretische und praktische Schwerpunktsetzungen
Werden im klassischen psychoanalytischen Verstehen Handlungsdialoge ausschließlich als unbewusst-vermittelte Beziehungsbotschaften gesehen, so bedient sich analytische Körperpsychotherapie einer umfassenderen Definition, in die unbewusste und bewusste Handlungsaspekte gleichermaßen einfließen, und indem sie die Wirksamkeit von Handlungsdialogen sowohl auf ihrer konkreten wie auch symbolischen Bedeutung für den Patienten erklärt.
Dies bedeutet für die Technik analytischer Körperpsychotherapie, dass sowohl mit unbewusst ablaufenden Handlungsdialogen (Enactments) als auch mit bewusst eingesetzten Handlungsdialogen (szenischen Interventionen) gearbeitet wird. Der auf diese Weise breit definierte Handlungsdialog bleibt dabei dennoch zu ca. 90 % von unbewussten Komponenten bestimmt. Im gemeinsamen implizit-emotional-körperlichen Wissen und dessen schrittweiser Veränderung im therapeutischen Geschehen wird der Ort der eigentlichen Wirkung von Psychotherapie gesehen. Obwohl die verbale Reflexion im therapeutischen Vorgehen eine große Rolle spielt, ist sie nicht immer eine Condicio sine qua non, sondern ereignet sich auch unmittelbar im wechselseitigen Handeln (präsentisches Verstehen nach G. Heisterkamp) und verändert auf diese Weise das intersubjektive Feld.
Der Behandlungsprozess dauert in der Regel einige Jahre. Gearbeitet wird oft im Rahmen von ein oder zwei Wochenstunden. Das therapeutische Setting ist grundsätzlich offen für jede Form von körperlicher Positionierung, wobei Verbalassoziationen gleichberechtigt mit Körperassoziationen sind. Obwohl die therapeutische Arbeit am Stundenbeginn oftmals im Gegenübersitzen auf den Stühlen begonnen wird, sind je nach den körperlichen Assoziationen des Patienten und/oder des Therapeuten sehr unterschiedliche Entwicklungen möglich. 
Einige Beispiele: 
- der Patient liegt auf einer Matte und der Therapeut sitzt seitlich neben ihm
- der Patient und Therapeut bewegen sich beide gehend im Raum und regulieren dabei konstant Nähe und Distanz
- der Patient liegt auf einer Matte und der Therapeut hält den Kopf des Patienten in seinen Händen

Gemeinsam mit dem Therapeuten werden auf diese Weise, die von den Körper- und Handlungsassoziationen beider Interaktionspartner ausgeht, relevante Modellszenen der Kindheit des Patienten und seines aktuellen Lebens ins Bild gerückt und bearbeitet.
Die Selbstwahrnehmung des Patienten erlangt durch die Förderung der Bewusstheit für körperliches Geschehen (Atmungsveränderungen, Veränderungen der Ausrichtung einzelner Körperteile, körperliche Mini-Impulse, Variationen im stimmlichen Ausdruck) eine zunehmende Überzeugungskraft im Hinblick auf fundamentale emotionale Qualitäten im Erleben des Patienten – eine wertvolle Hilfe bei Patienten, deren Kontakt zum eigenen emotionalen Selbsterleben in traumatischer Weise zerstört wurde.
Gemäß der Fokussierung auf das intersubjektive Erleben zwischen Patient und Therapeut bilden sich unmittelbare interaktive Bewegungsmuster heraus, die eine Orientierung im komplexen therapeutischen Geschehen vermitteln. Der therapeutische Prozess schreitet im Wechsel zwischen beidseitigem Einlassen auf den Bewegungsdialog und Reflektieren relevanter Einfälle, emotionaler Qualitäten und Erinnerungen von einer Modellszene zur anderen fort. Die zunehmend offenere und körperlich unmittelbare Darstellung entwicklungsgeschichtlich traumatisch erlebter Anteile im hier und jetzt erfordert in der Widerstandsanalyse neben der Beachtung von Ängsten auch das präzise Herausarbeiten von Schamgefühlen. Das sorgfältige Beachten von Widerständen (und Gegenübertragungs-Widerständen) hat die Funktion eines Leitfadens, damit die therapeutische Regression, die durch das vertiefte körperliche Erleben sehr intensiv sein kann, handhabbar bleibt.

## Internationale Verbreitung
Analytische Körperpsychotherapie ist bislang eine deutschsprachige Besonderheit, in den USA liegen dazu bisher kaum Arbeiten vor. Seit den frühen 1990er-Jahren sind in Deutschland im Steißlinger Kreis (z. B. Tilmann Moser, Günter Heisterkamp, Gisela Worm, Robert Ware und Jörg Scharff) und in Österreich im AKP (Arbeitskreis für analytische körperbezogene Psychotherapie) Psychotherapeuten tätig, die sich mit der Weiterentwicklung der Methoden befassen. Aus Santiago de Chile hat sich André Sassenfeld der Diskussion angeschlossen. Als Plattform gilt die Homepage des AKP, die neben deutsch auch in die Sprachen englisch, französisch, italienisch, spanisch und ungarisch übersetzt wurde. Mit einer weiteren Internationalisierung ist wegen der guten Praktikabilität der Methode in den nächsten Jahren zu rechnen.

## Ausbildung
Es existiert bislang keine staatlich anerkannte eigenständige Ausbildung, weder in Deutschland noch in Österreich. Eine Psychoanalytische Ausbildung ist neben körpertherapeutischer Selbsterfahrung grundlegende Voraussetzung.

## Resümee
Analytische Körperpsychotherapie ist eine insgesamt junge und hinsichtlich ihrer theoretischen Fundierung in Entwicklung befindliche Spezialform körperbezogener psychoanalytischer Therapie. Da der Preis für die Intensivierung des emotionalen Erlebens im Riksio von Verwicklungen zwischen Patient und Therapeut besteht, ist ein fundiertes Wissen um technische Formen der Handhabung von Übertragung und Gegenübertragung Voraussetzung. Die Methode eignet sich nicht nur als Einzeltherapie, sondern auch für therapeutische Gruppen.